# 나루시마역 (군마현)
나루시마역(일본어: 成島駅, なるしまえき)은 일본 군마현 다테바야시시에 있는 도부 철도 고이즈미 선의 역이다. 역 번호는 TI 41이다.

## 역 구조
섬식 승강장 1면 2선의 지상역이다. 역사는 선로 남쪽에 있고 승강장은 지하도에서 연결된다. 과거에는, 다테바야시 ~ 당역 구간 운행 열차가 1왕복 설정되어 있었지만, 2003년 3월 19일의 다이어 개정 시에 폐지되었다.

### 승강장
| 번호 | 노선        | 방향 | 행선              |
| ---- | ----------- | ---- | ----------------- |
| 1    | 고이즈미 선 | 하행 | 니시코이즈미 방면 |
| 2    | 고이즈미 선 | 상행 | 다테바야시 방면   |

## 역 주변
- 다타라 늪
- 다테바야시 나루시마 우체국
- 간토 단기대학
- 간토가쿠인 대학 부속 고등학교
- 군마 현 다테바야시 고등학교

## 역사
- 1926년 4월 10일: 영업 개시.

## 인접역
| 도부 철도 고이즈미 선            | 도부 철도 고이즈미 선 | 도부 철도 고이즈미 선            |
| -------------------------------- | --------------------- | -------------------------------- |
| TI 10 다테바야시 다테바야시 방면 |                       | 혼나카노 TI 42 니시코이즈미 방면 |